# Guettarda rupicola
Guettarda rupicola är en måreväxtart som beskrevs av Attila L. Borhidi. Guettarda rupicola ingår i släktet Guettarda och familjen måreväxter.
Artens utbredningsområde är Costa Rica. Inga underarter finns listade i Catalogue of Life.